# Elmdale (Kansas)
Elmdale – miasto położone w hrabstwie Chase.